# Movilița (okręg Buzău)
Movilița – wieś w Rumunii, w okręgu Buzău, w gminie Săgeata. W 2011 roku liczyła 17 mieszkańców. 